# Lasagne
Lasagne (/laˈsanj/) är en ugnsgratinerad maträtt som i huvudsak består av pastaplattor (i singular lasagna) varvade med béchamelsås, ost och köttfärssås. Begreppet lasagne al forno används ibland och betyder "lasagne från/vid ugnen".

## Historia
Los(e)yns är en maträtt från slutet av 1300-talet som var en medeltida föregångare till lasagne. Rätten innehåller äggfri pasta, buljong, ost och kryddor.
Regionen Emilia-Romagna i centrala/norra Italien var först med att göra pastadeg med mjöl och ägg.

### Sverige
Familjen Dafgård var först i Sverige med att sälja fryst lasagne i mitten av 1980-talet. Även Knorr började marknadsföra en lasagne i Sverige under 1980-talet, och målgruppen var då ungdomar.

### Etymologi
Ordet kommer ursprungligen från det grekiska "lasanon" som blev latinets "lasanum" och var namnet på den panna som användes för att tillaga rätten i. "Lasanum" blev på italienska "lasagna" (plural "lasagne") och blev namnet på själva rätten.

## Variationer
Rätten kan även göras vegetarisk genom att ersätta köttfärssåsen med sojafärs eller tomatsås och olika grönsaker. Lasagne gjord på gröna lasagneplattor, som innehåller spenat, kallas "lasagne verdi" (grön lasagne).

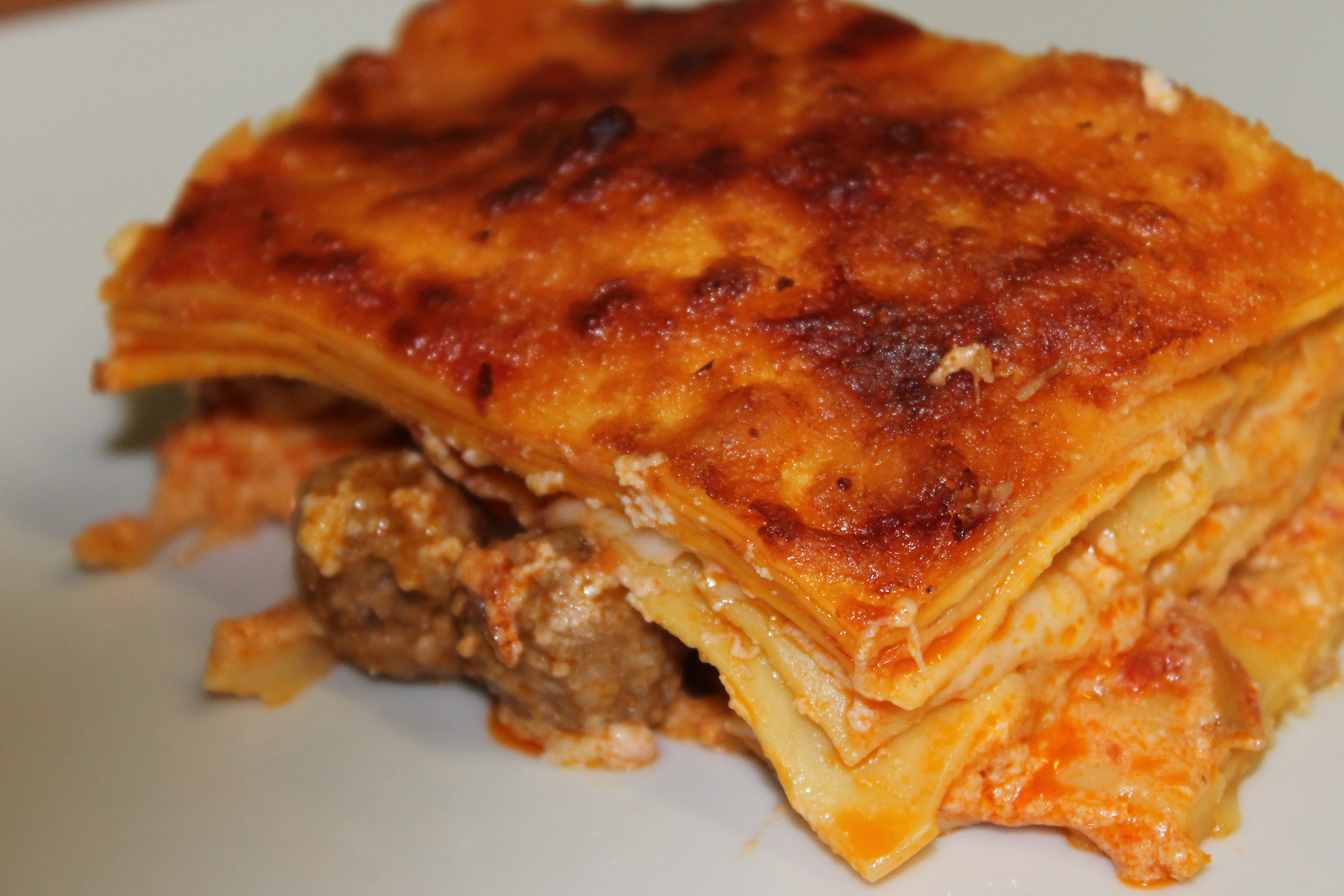
Napolitansk lasagne som bland annat innehåller köttbullar.

I Italien förekommer olika regionala varianter med exempelvis italienska köttbullar, hackat kött, kokt ägg, svamp, skinka, kycklinginkråm och blod från gris eller hare.

## I populärkultur
Lasagne är seriekatten Gustafs favoriträtt.